# Verrerie ouvrière d'Albi
Pour les articles homonymes, voir VOA.
La VOA Verrerie d'Albi — anciennement Verrerie ouvrière d'Albi — est l'une des 7 usines de la société française Verallia (troisième plus grand producteur de bouteilles et de pots au monde), anciennement filiale du groupe Saint-Gobain. Verallia produit et commercialise des bouteilles en verre. L'usine VOA Verrerie d'Albi est située dans la commune d’Albi (Tarn) et emploie 323 salariés en 2014.

## Historique

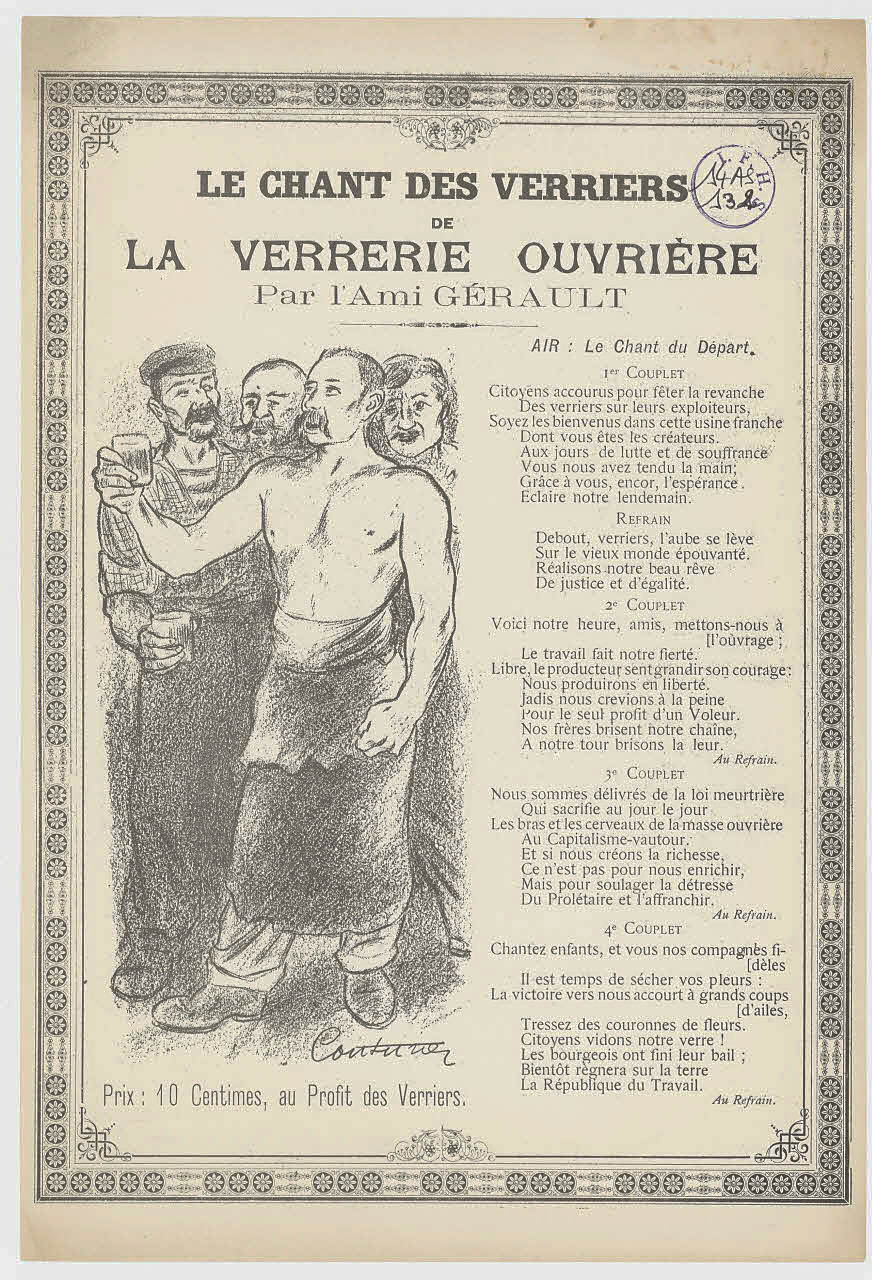
Texte de la chanson écrite par Gérault-Richard pour soutenir la souscription (Archives nationales).

Au XIXe siècle, une importante verrerie à bouteilles, la Verrerie Sainte-Clotilde existait à Carmaux, dans le département du Tarn. En 1895, un grand mouvement de grève éclata au motif du renvoi de deux délégués syndicaux. Face à l’ampleur du mouvement, le propriétaire de l’usine prit la décision de fermer le site et de licencier tous les ouvriers. Le conflit s’étant enlisé, l’idée vint aux verriers de fonder leur propre usine.
Cette grève locale, conséquence d'une situation envenimée et symbole de la lutte irréconciliable du patronat et du salariat, explique l'intérêt passionné avec laquelle elle a été soutenue par le monde du travail. C'est le don de 100 000 francs fait, avant sa mort, par Madame Dembourg, rentière et généreuse donatrice, et apporté par Henri Rochefort, qui a payé, entre autres, le terrain situé au lieu-dit Escapadou à Albi en bordure de la voie de chemin de fer Carmaux-Albi. Les autres sommes dont une souscription nationale de tickets de loterie à 20 centimes, émis par le comité d'action, avec le soutien de Jean Jaurès (alors député de Carmaux), lancée par la Dépêche de Toulouse et La Petite République ainsi que de nombreux dons solidaires et individuels, des dons particuliers, une subvention de 23 000 francs du conseil municipal d'Albi, ont élevé dans l'ensemble le capital à 400 000 francs. Comme l'explique dans son rapport le comité d'action de la Verrerie ouvrière : 

« les bénéfices ne seront distribués ni aux ouvriers, dont on n'entend pas faire des privilégiés, ni aux actionnaires,pour ne pas en faire des exploiteurs; afin de bien affermir le caractère social de l'entreprise, il est formellement entendu, d'accord en cela avec les verriers eux-mêmes, que les bénéfices seront affectés à un but commun, au prolétariat entier, c'est-à-dire au développement des sociétés ouvrières. Tout ce règlement est conçu dans un esprit de solidarité parfaite. Pour l'administration de la verrerie, la liberté la plus grande est donnée aux ouvriers, les producteurs doivent être les maîtres de diriger le travail à leur gré. Les ouvriers verriers ne toucheront donc, pas plus que dans une entreprise patronale, le résultat intégral de leur travail ; des bénéfices on déduira le fonds de réserve, plus 40% pour une caisse de retraite et de chômage en faveur des verriers; quant au surplus, chaque année l'assemblée générale décidera de l'affectation de la somme. »

Albi et Carmaux se disputent l'usine, mais les Verreries de Carmaux d'Eugène Rességuier bénéficient, par contrat exclusif, de l'approvisionnement en charbon par la Société des mines de Carmaux dont quelques administrateurs sont également présents dans celui de celle de Carmaux. La nouvelle verrerie d'Albi, en s'installant près de la gare de chemin de fer de la Madeleine à Albi, doit pouvoir être approvisionnée par du combustibles d'autres compagnies minières, dont la future et prometteuse Société des mines d'Albi qui est en train de construire ses ateliers de triage et de lavage sur un terrain proche de la nouvelle verrerie à Pélissier. Cette décision en faveur d'Albi a vivement mécontenté les carmausins qui n'ont pas été informés de ce contrat d'exclusivité. La verrerie ouvrière s’installa alors à Albi sur la route de Cordes.
La verrerie, qui est au départ une société anonyme au capital de 500 000 francs créée le 24 novembre 1895 évolua, le 31 janvier 1931 vers un statut de société coopérative ouvrière de production (SCOP) et malgré des difficultés financières, l’usine parvint à fonctionner et à se moderniser.
En 1975, l'usine se modernise est construite sur la zone industrielle d’Albi / Saint-Juéry. La VOA devint alors le 4e producteur français de bouteilles. Pourtant, la pérennité financière de l’entreprise n’est pas encore assurée.
En 1989, la VOA sort du statut de coopérative ouvrière pour devenir une société anonyme à directoire et conseil de surveillance.
Le 19 janvier 1998, la VOA - Verrerie d’Albi devient filiale de Saint-Gobain Emballage.

En 2021, VOA fusionne avec Verallia SAS.

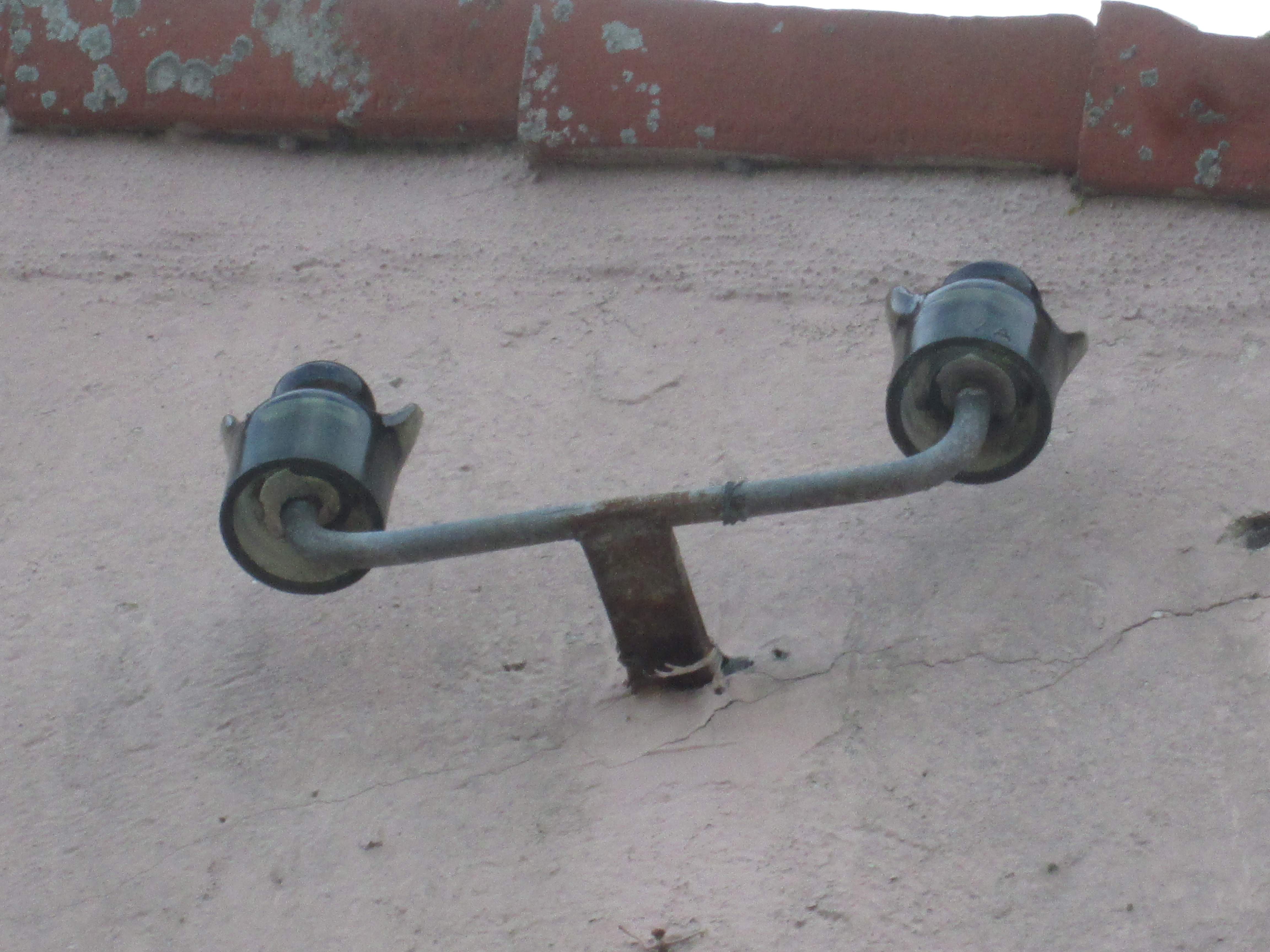
Isolateurs de branchement téléphonique, couleur vert olive, avec la marque « VA », signature de la Verrerie d'Albi.
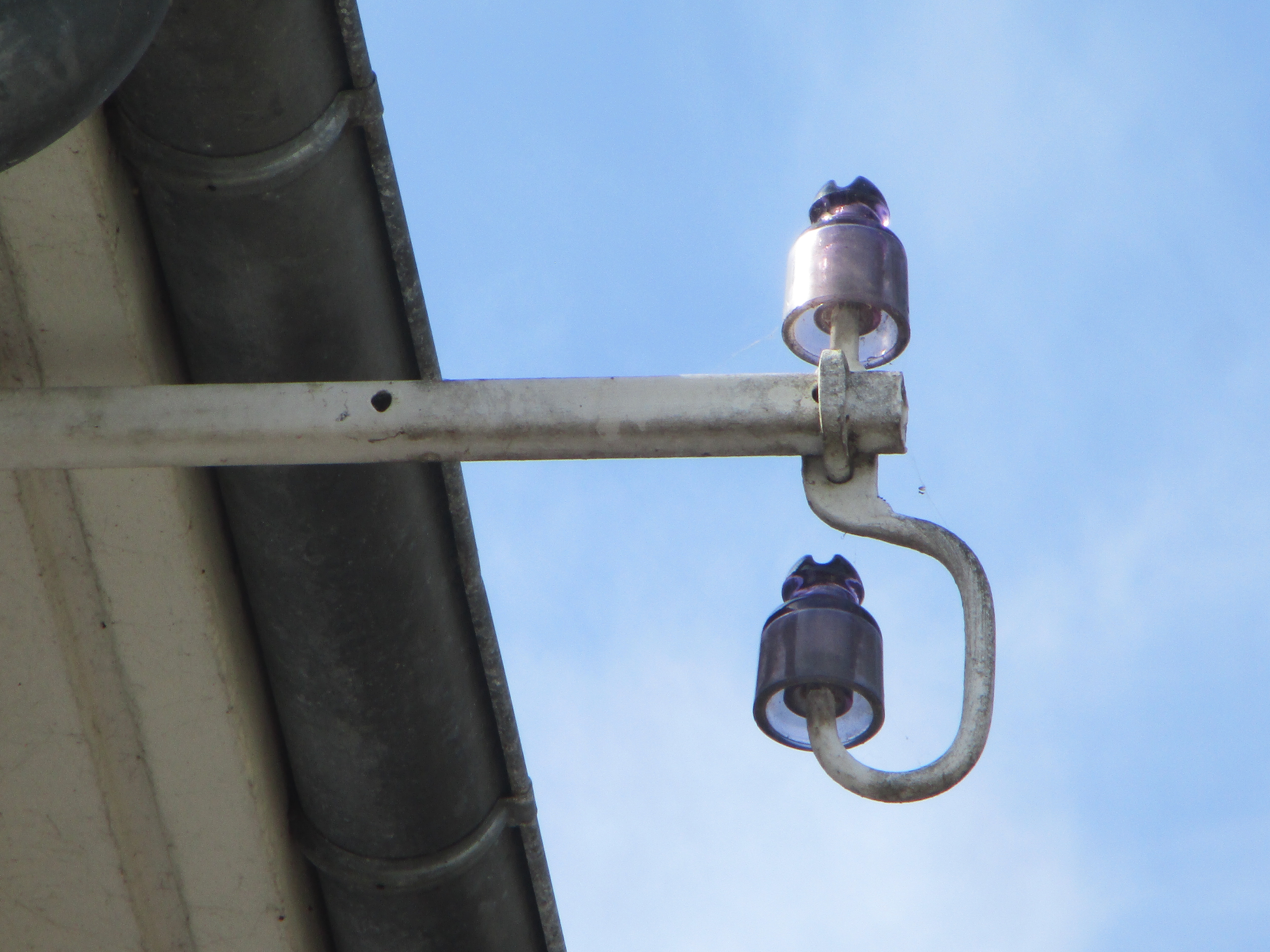
Isolateurs téléphoniques de fabrication verrerie d'Albi, couleur violette.
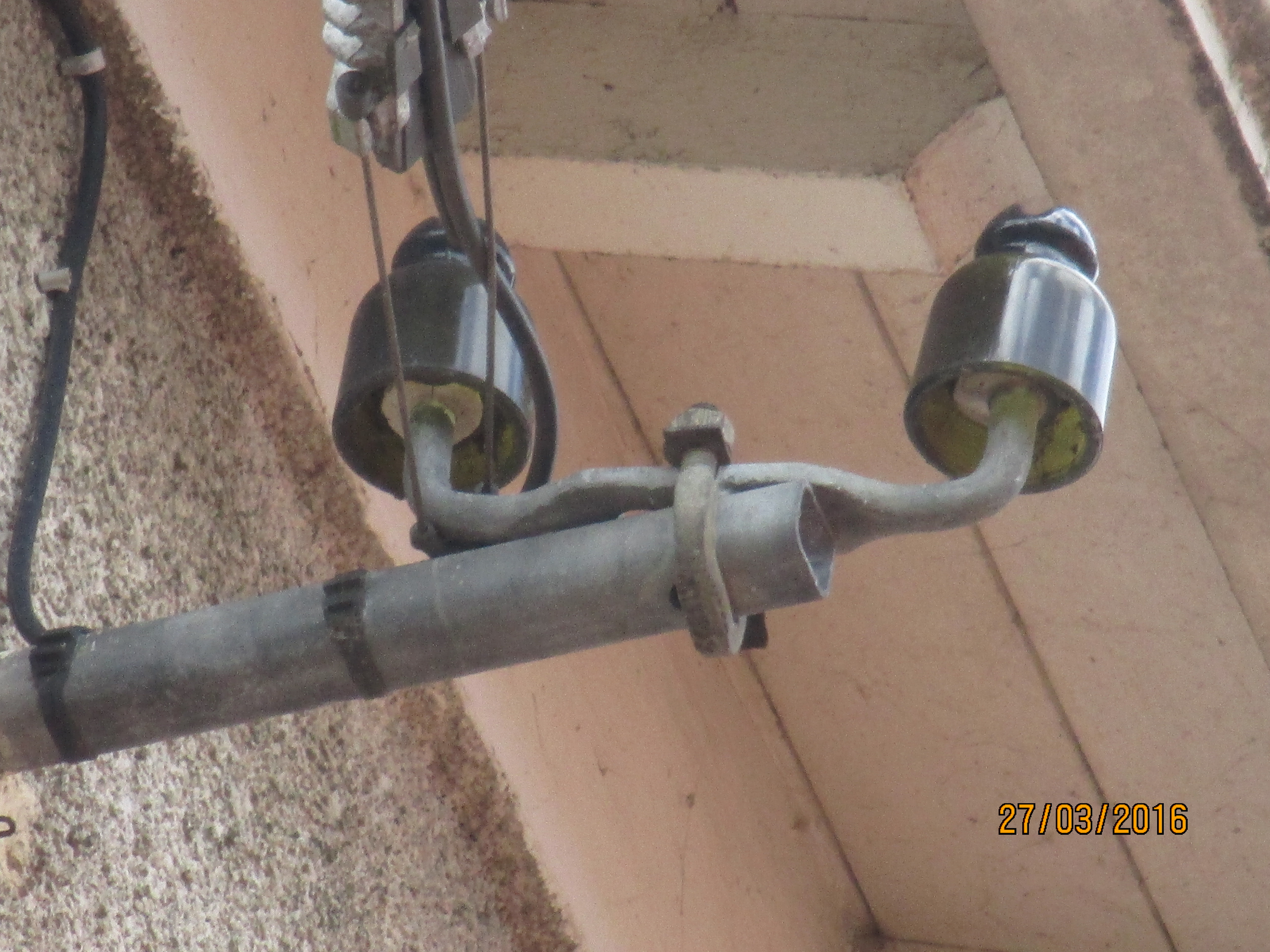
Isolateurs de branchement téléphonique, de couleur vert bouteille.
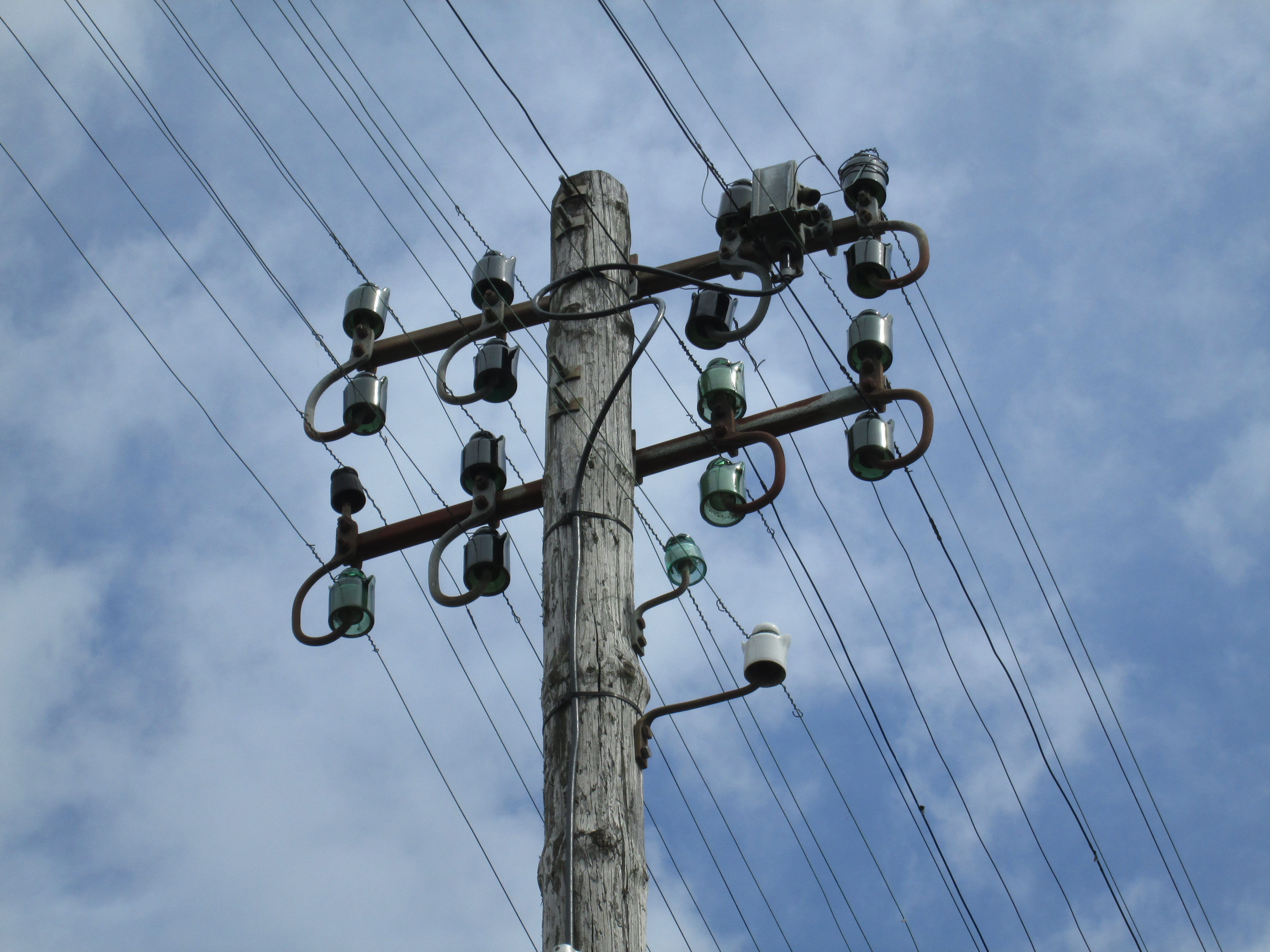
Ligne téléphonique avec l'ancienne configuration en fils nus sur isolateurs, aujourd'hui disparue.

## Présentation
La VOA, considérée comme le « laboratoire industriel » de Verallia, s’est spécialisée dans le développement et la production de bouteilles haut de gamme et de petites séries, avec une flexibilité industrielle au plus haut niveau.
L'usine tourne à feu continu : elle fonctionne jour et nuit, 24 heures sur 24 et 365 jours par an. Une partie de son personnel travaille au rythme des 3x8 avec 5 équipes de travail (tournante de postes de travail comprenant les week-ends et jours fériés).
L’usine propose plusieurs teintes pour la fabrication de ses bouteilles :
- 5 teintes de bases : feuille morte, cannelle, vert, blanc et extra-blanc.
- des teintes colorations légères en feeder (bleu, vert, fumé et une teinte spéciale : l’Extra Noir[6]).

Toutes les bouteilles sont équipées, au niveau du fond de la bouteille, d'un marquage appelé « sigle usine » apposé durant le formage dans le moule. Ce marquage permet de connaître l'origine de l’emballage en verre une fois qu’il a été expédié au client. Les bouteilles fabriquées par la Verrerie d’Albi sont repérables grâce au marquage du sigle  « VOΛ » sur le fond ou en bas de la bouteille.
La verrerie a aussi fabriqué des isolateurs en verre pour équiper les lignes téléphoniques à l'époque où ces lignes étaient en fils cuivre nus et tendus en nappes aériennes. La couleur de ces isolateurs est majoritairement un vert olive. Il y en a eu des vert bouteille et même des incolores, qui sont aujourd'hui de couleur violette à cause de l'instabilité d'un des ingrédients du verre, qui est photosensible.
Le verre incolore étant fait avec un sable impur, qui donne un jaune si l'on ajoute aucun colorant, dû être neutralisé par l'adjonction d'oxyde de manganèse, qui réagit à la lumière et devient violet. Ils étaient donc incolore au début, et ont viré au rose puis au violet au fil de quelques décennies. La couleur vert olive est un mélange du jaune naturel du sable et du colorant vert ajouté. Les isolateurs sont généralement signés du sigle VA.

### La VOA en quelques chiffres
- Surface du site : 23 hectares.
- Environ 300 personnes.
- Une usine de production.
- Deux fours à feu continu, six lignes de fabrication.
- Capacité : 170 000 tonnes.
- Marchés principaux : vins, apéritifs et alcools, boissons non alcoolisées.
- Exportations : environ 15 % vers une vingtaine de pays.
- Chiffre d'affaires 2010 : 97 millions €.
- Investissement : 4 millions € par an environ.

## Qualité, environnement et sécurité
La VOA est un site fabriquant des bouteilles en verre destinées au contact alimentaire ayant une quadruple certification : ISO 9001 (qualité) , ISO 14001 depuis juillet 2002 (environnement) avec 60 % du verre fabriqué issu du recyclage du verre d'emballage et maîtrise des rejets atmosphériques (poussières, NOX, SOX). La VOA s’est équipée, en 2008, d’un électrofiltre qui permet de diviser par 10 les émissions de poussières, SOX et métaux lourds, dans l’atmosphère.
- La VOA assure le suivi de la consommation d’eau et du traitement des eaux usées ;

- ISO 22000 (sécurité alimentaire) ;
- OHSAS 18001 (santé et sécurité des travailleurs).

La VOA suit la méthode des 5S.